# Dernbacher Gruppe Katharina Kasper
Die Dernbacher Gruppe Katharina Kasper (DGKK; bis 2013 Maria Hilf Gruppe) ist ein Wirtschaftsunternehmen in Dernbach im Besitz der römisch-katholischen Ordensgemeinschaft der Alexianer. Das Unternehmen beschäftigt an 130 Standorten mehr als 6300 Mitarbeiter. Führende Gesellschaft der Gruppe ist die Katharina Kasper Gruppe GmbH.

## Geschichte
Die Unternehmensgruppe ist aus medizinischen Einrichtungen hervorgegangen, die von der seit 1851 bestehenden Ordensgemeinschaft Arme Dienstmägde Jesu Christi gegründet worden waren. Sie bezieht sich bis heute auf die Tradition des Ordens und dessen Gründerin Maria Katharina Kasper.
Die heutige Katharina Kasper Gruppe GmbH wurde im Jahr 1994 unter dem Namen Maria Hilf Kranken- und Pflegeanstalt GmbH gegründet. In den Jahren 2002 wurde die Tochtergesellschaft Maria Hilf NRW GmbH und 2003 die Tochtergesellschaft Maria Hilf RLP GmbH zunächst als Regionalgesellschaften gegründet. Im Jahr 2003 wurde das Alten- und Pflegeheim St. Vincenz im saarländischen Neunkirchen, das bis dahin gemeinsam mit den Waldbreitbacher Franziskanerinnen betrieben worden war, ganz an letztere und deren Marienhaus GmbH abgegeben. Analog fand auch die Übergabe des St.-Josefs-Krankenhauses Neunkirchen an die Marienhauskliniken im Landkreis Neunkirchen GmbH statt, ebenfalls eine Gesellschaft in Verbindung mit den Waldbreitbacher Franziskanerinnen. Im Januar 2013 vollzog die Maria Hilf Gruppe den Namenswechsel, um eine engere Bindung zur Ordensgründerin der Armen Dienstmägde Jesu Christi, Maria Katharina Kasper, zu verdeutlichen.
Anfang 2014 erfolgte die Umbenennung zu Katharina Kasper Holding GmbH. Gesellschafter blieben bis zum Jahr 2020 die Arme Dienstmägde Jesu Christi und die St.-Elisabeth-Stiftung, eine gemeinsam mit den Waldbreitbacher Franziskanerinnen getragenen Stiftung. Im Frühjahr 2014 kam es zu weiteren grundlegenden Umstrukturierungen: Die Maria Hilf NRW GmbH wurde zu Katharina Casper ViaNobis GmbH umbenannt, die Maria Hilf RLP GmbH zu Katharina Casper ViaSalis GmbH. Zugleich gingen das St. Martinus-Krankenhaus Düsseldorf, das Dreifaltigkeits-Krankenhaus Wesseling und Altenhilfeeinrichtungen in Brühl sowie ein häuslicher Pflegedienst in Düsseldorf von Katharina Kasper ViaNobis auf Katharina Kasper ViaSalus über. Darüber hinaus verschmolz die Katharina Kasper gemeinnützige GmbH Frankfurt auf die Katharina Kasper ViaSalus GmbH. ViaSalus bündelte damit die somatischen Kliniken, die ambulanten medizinischen Versorgungszentren, die Einrichtungen der Seniorenhilfe und der ambulanten Pflege innerhalb des Konzerns. Bei ViaNobis verblieben die restlichen Einrichtungen in Nordrhein-Westfalen, mit Schwerpunkt auf die Betreuung von psychisch erkrankten und behinderten Menschen sowie von Jugendlichen. Weiterhin erfolgte zu diesem Zeitpunkt die Gründung der Katharina Kasper Hospiz GmbH zum Betrieb stätionärer Hospize, die 2017 ihren Geschäftsbetrieb aufnahm. Zudem wurden einige bisherige Enkelgesellschaften unmittelbar der Holding untergeordnet. Zum 1. August 2017 erwarb die Holding die Liebfrauenschule Mülhausen gGmbH, die Betreibergesellschaft der Liebfrauenschule Mülhausen in Grefrath. Ebenfalls 2017 wurde die Ignatius-Lötschert-Haus GmbH erworben, die Betreibergesellschaft des gleichnamigen Seniorenheims in Dernbach.
Am 28. Januar 2019 stellte die Katharina Kasper ViaSalus GmbH (ViaSalus) beim Amtsgericht Montabaur einen Antrag auf Eröffnung eines Insolvenzverfahrens in Eigenverwaltung. Am 1. April 2019 folgte die Eröffnung desselben über das Vermögen der Katharina Kasper Holding GmbH. Zum 1. August 2020 erfolgte der Verkauf des St.-Elisabethen-Krankenhauses in Frankfurt am Main. Zudem kündigten die Alexianer die Übernahme der Holding an. Auf Grundlage dieser beiden Entwicklungen hob das Amtsgericht Montabaur das Insolvenzverfahren zum 31. Juli 2019 auf.
Am 20. August 2020 wurde die Übernahme der Dernbacher Gruppe Katharina Kasper durch die Alexianer veröffentlicht. Damit wurden die Alexianer mit wirtschaftlicher Rückwirkung zum 1. Januar 2020 Hauptgesellschafter der Gruppe. Übernommen wurden letztlich 88 Prozent der Holding.

## Tätigkeitsfelder
Das Unternehmen bietet in Hessen, Nordrhein-Westfalen und Rheinland-Pfalz eine medizinische, pflegerische und soziale Betreuung in den eigenen Krankenhäusern, medizinischen Versorgungszentren, Kindergärten, allgemein- und berufsbildenden Schulen, Versorgungsunternehmen, Seniorenwohnheimen, ambulanten Pflege- und Betreuungsdiensten und Einrichtungen in der Jugend- und Behindertenhilfe. Außerdem bietet die Dernbacher Gruppe Katharina Kasper Hilfen für Menschen mit psychischen Erkrankungen. Des Weiteren bietet die Dernbacher Gruppe Fort- und Weiterbildungen durch die Katharina Kasper Akademie an.
Die Tochtergesellschaft Katharina Kasper ViaSalus GmbH bietet stationäre und ambulante Krankenversorgung und Seniorenhilfe. Die Tochtergesellschaft Katharina Kasper ViaNobis GmbH hat ihren Schwerpunkt bei der Psychiatrie, der Hilfe bei psychischen und geistigen Behinderungen und in der Jugendhilfe.

## Konzernstruktur
Die Dernbacher Gruppe Katharina Kasper fasst in ihrer Holding mehr als 20 Gesellschaften und Beteiligungen zusammen. Die Holding umfasst seit 2019 unter anderem fünf Krankenhäuser, vier medizinische Versorgungszentren, dreizehn Seniorenzentren, Einrichtungen zur ambulanten Seniorenhilfe und Tagespflege und vier Ausbildungseinrichtungen für Gesundheits- und Pflegeberufe.